# Chasing Pavements
"Chasing Pavements" er en sang af og med den engelske sanger-sangskriver Adele. Sangen var med på hendes debutalbum 19 fra 2008 og udkom som single to uger inden albummets udgivelse som hendes anden single efter "Hometown Glory". Bagsiden på singlen var Adeles akustiske udgave af et gammelt Sam Cooke-nummer, "That's It, I Quit, I'm Movin' On".
Sangen blev en stor succes og indbragte Adele en Grammy for Bedste Vokale Pop-Præstation af en Kvinde. Den nåede andenpladsen på hitlisten i hjemlandet Storbritannien, mens den nåede førstepladsen i Norge, tredjepladsen i Nederlandene, fjerdepladsen i Israel og Japan samt ottendepladsen på den danske Tracklisten.